# Mite d'Adapa
El mite d'Adapa és una història sumèria que narra com Adapa va refusar la immortalitat per a la humanitat de manera involuntària. Està recollida en tauletes del segle xiv però l'origen oral n'és anterior.

## Argument
Adapa era un savi al servei del déu Enki. Un dia trenca les ales al vent del sud, que d'aquesta manera no pot volar més. Els déus el criden per castigar la seva acció i Enki, per tal de salvar-lo, li aconsella que no begui ni prengui res del que li ofereixin, ja que seria la seva mort. Adapa acudeix a la llar dels déus, sobrepassa les portes guardades per divinitats i es troba amb An, déu del cel. Aquest escolta la seva història i decideix perdonar la seva ofensa i li ofereix un fruit que el tornarà immortal. Recordant el consell d'Enki, Adapa refusa de menjar-lo i automàticament torna a la terra, on haurà de viure de manera finita, ell i els seus descendents.

## Anàlisi
Adapa era un dels set savis (apkallu) que van portar el coneixement de diferents tècniques als homes abans del Diluvi universal. Concretament sembla que es relacionava amb la pesca i amb el sacerdoci, d'aquí el desig d'Enki de protegir-lo. S'ha vist en aquest mite un precedent de l'expulsió del Jardí de l'Edèn però per una acció inversa: els homes perden el dret a ser immortals per no menjar un fruit diví, mentre que a la Bíblia el càstig ocorre per menjar-lo. La inversió s'hauria produït perquè segons la mentalitat hebrea els éssers humans només poden haver perdut l'eternitat per desobediència i no per seguir els dictats d'un déu com Enki. No és clar perquè Enki aconsella a Adapa refusar la possible immortalitat, però altres relats inclouen un càstig d'Anu a Enki per aquesta decisió.